# Powiat Svidník
Powiat Svidník (słow. okres Svidník) – słowacka jednostka podziału administracyjnego znajdująca się na obszarze historycznego regionu Szarysz w kraju preszowskim. Powiat Svidník zamieszkiwany jest przez 33 506 obywateli (w roku 2001). Zajmuje obszar 550 km², średnia gęstość zaludnienia wynosi 60,92  osób na km². Miasta: Giraltovce i powiatowy Svidník.